# Ludwig Wandinger
Ludwig Wandinger (* 1995 in Weilheim in Oberbayern) ist ein deutscher Jazz- und Improvisationsmusiker (Schlagzeug).

## Leben und Wirken
Wandinger wuchs in Weilheim in einer musikalischen Familie auf, die ihn früh förderte. In der Schulzeit spielte er in verschiedenen Bands. Seit seinem vierzehnten Lebensjahr produzierte und performte er unter den Pseudonymen Alban Winter und Triggerboy elektronische Musik. Mit 16 Jahren erhielt er als Jungstudent Zugang zur Hochschule für Musik und Theater München.
2014 zog er nach Berlin, wo er am Jazzinstitut Berlin bei John Hollenbeck und Jim Black studierte. 2016/17 gehörte er zum Bundesjazzorchester, mit dem er auch an den Alben Verley uns Frieden und Bujazzo 30 beteiligt war.
Wandinger arbeitete mit Musikern wie Jim Black, Uli Kempendorff, Ronny Graupe, Elias Stemeseder, Tobias Delius, Greg Cohen, Lucia Cadotsch, Sebastian Gille, Oliver Steidle, Antonis Anissegos, Andrea Parkins und Fabia Mantwill. Sein Album The Gloss Effect entstand mit Musikern wie Dan Nicholls, Petter Eldh, Philipp Gropper, Wanja Slavin, Otis Sandsjö und Felix Henkelhausen. Er ist an zwei Alben von Anastasios Savvopoulos beteiligt. Mit dem Trio von Kirke Karja, das den Down Beat besonders überzeugte, wie es gekonnt Swing-Impulse durch zackige Stop-Start-Rhythmen breche, legte er 2022 das Album The Wrong Needle vor und trat erfolgreich beim Jazzfest Berlin 2022 auf. Als Theatermusiker arbeitete er mit dem Berliner Ensemble. Weiterhin ist er auf Alben von Joscha Arnold, Gaia Mattiuzzi und Justus Raym zu hören.

## Diskographische Hinweise
- Tau 5: Kreise (2020, mit Philipp Gropper, Philip Zoubek, Petter Eldh, Moritz Baumgärtner)[8]
- Kirke Karja / Étienne Renard / Ludwig Wandinger: Caught in My Own Trap (BMC Records 2024)